# Hauge (Hvaler)
Hauge este o localitate din comuna Hvaler, provincia Østfold, Norvegia, cu o suprafață de 0,42 km² și o populație de 371 locuitori (2013).